# الحقبة الإفريقية الرطبة
الحقبة الإفريقية الرطبة (AHP) هي حقبة مناخية في إفريقيا خلال العصر الهولوسيني حيث كان شمال إفريقيا أكثر تعرضًا للأمطار من الوقت الحالي. كان السبب وراء إحلال الصحراء الكبرى بالأشجار والحشائش والبحيرات هو التغيرات في مدار الأرض حول الشمس؛ التغيرات في الكساء النباتي والغبار في الصحراء التي قوّت الرياح الموسمية الإفريقية، وزادت من تأثير الغازات الدفيئة التي قد تضمن أن الاحتباس الحراري الذي سببه الإنسان سيتسبب أيضًا في انحسار الصحراء الكبرى.
قبل الحقبة الإفريقية الرطبة، خلال الذروة الجليدية الأخيرة، كانت الصحراء الكبرى أكبر بكثير مما هي عليه الآن، كما احتوت على حقول ممتدة من الكثبان؛ كانت العديد من البحيرات والأنهار مثل بحيرة فيكتوريا والنيل الأبيض إما جافة أو في مستويات منخفضة وكانت الصحراء الكبرى غير مسكونة في الأغلب. بدأت الحقبة الإفريقية الرطبة منذ قرابة 14,600–14,500 عامًا في نهاية حدث هاينريش، بالتزامن مع احترار بولينج-أليرود؛ تكونت أو توسعت البحيرات مثل بحيرة تشاد، تكونت الأنهار الجليدية على جبل كليمنجارو وانحسرت الصحراء. حدث تقلبان رئيسيان، الأول خلال الجليدي الأصغر والآخر خلال الحدث الذي وقع منذ 8200 عامًا، وخلال الحدثين عادت الأحوال الجافة بشكل مؤقت عبر إفريقيا. جاءت نهاية الحقبة الإفريقية الرطبة منذ قرابة 6,000–5,000 عامًا خلال حقبة تذبذب بيورا الباردة [الإنجليزية]
 عندما احتلت الصحراء الكبرى موقعها الحالي. بينما تشير بعض الأدلة إلى انتهاء الحقبة منذ 5500 عامًا في الصحراء الكبرى، يبدو أن فترة النهاية قد استمرت في الساحل وشبه الجزيرة العربية وشرق إفريقيا في العديد من الخطوات مثل حدث القحولة الذي وقع منذ 4200 عامًا.
أدت الحقبة الإفريقية الرطبة إلى انتشار المستعمرات في الصحراء الكبرى والصحاري العربية، وكان لها تأثير شديد على الثقافات الإفريقية، مثل ميلاد الحضارة الفرعونية والأهرام بعد نهايتها، وربما أيضًا التطور في أساطير العصر الذهبي المنتشرة على نطاق واسع. لقد عاشوا على الصيد وجمع الثمار حتى الثورة الزراعية، وتدجين الحيوانات مثل الماشية والماعز والأغنام. تركوا مواقعًا أثرية وأدوات مثل واحدة من أقدم السفن في العالم؛ والرسومات على الصخور مثل تلك في كهف السباحين وفي جبال أكاكوس.
افتُرض أن الحقب الزمنية الرطبة الأقدم في إفريقيا كانت بعد اكتشاف تلك الرسومات الموجودة على الصخور في الأجزاء غير المأهولة حاليًا من الصحراء الكبرى. يبدو أن تلك الحقب الأقدم قد أثرت في تطور الإنسان الحديث. عندما انتهت الحقبة الإفريقية الرطبة، هجر البشر الصحراء تدريجيًا باتجاه المناطق ذات الموارد المائية الأكثر أمانًا، مثل وادي النيل وبلاد الرافدين، حيث نشأت أول المجتمعات المركبة.

## تاريخ البحث
ناقش كل من هيرودوتس في عام 440 قبل الميلاد وسترابون في عام 23 بعد الميلاد وجود الصحراء الكبرى الأكثر خضرة، على الرغم أن تقاريرهم كانت في البداية محلًا للتساؤل نظرًا لطبيعتها القصصية.
في 1850 ناقش الباحث هاينرش بارت احتمالية حدوث تغير مناخي في الماضي أدى إلى زيادة الأمطار في الصحراء الكبرى، وذلك بعد اكتشاف النقوش الحجرية في صحراء مرزق، وما تلاها من اكتشافات للنقوش الحجرية التي دفعت بمستكشف الصحراء لاسزلو ألماسي إلى استحداث مبدأ الصحراء الكبرى الخضراء في الثلاثينيات. لاحقًا في القرن العشرين، أُعلن على نحو متزايد عن الدليل القاطع على الصحراء الكبرى الأكثر خضرة في الماضي، ووجود البحيرات وارتفاع مستويات منسوب نهر النيل، كما اعتُمد أن العصر الهولوسيني قد شمل حقبة رطبة في الصحراء الكبرى.
تطورت الأفكار بشأن تأثير مدار الأرض حول الشمس على قوة الرياح الموسمية في 1921، وبينما كان التوصيف الأصلي غير دقيق جزئيًا، وُجد لاحقًا الدليل على تلك الآثار المدارية على المناخ. اعتُقد في البداية أن الفترات الرطبة في إفريقيا ترتبط بالمراحل الجليدية (الفرضية المطيرة) قبل أن يصبح التأريخ باستخدام الكربون المشع مُستخدمًا على نطاق واسع.
استُقصي تطور ووجود الحقبة الإفريقية الرطبة من خلال علم الآثار والنمذجة المناخية والوكلاء المناخيين، ولعبت المواقع الأثرية والكثبان بالإضافة إلى رواسب البحيرات والبحار والأراضي الرطبة دورًا هامًا. استُخدمت حبوب اللقاح ورواسب البحيرات والمستويات السابقة للبحيرات في دراسة أنظمتها البيئية، بالإضافة إلى استخدام الفحم النباتي وبصمة أوراق الأشجار في التعرف على التغيرات في الكساء النباتي.

### المسائل البحثية
تغير الهطول منذ استقرار الدورة الجليدية الأخيرة، ولكن بقي مقدار وتوقيت التغييرات غير ثابت غالبًا. بالاعتماد على مكان وطريقة القياسات والتجديدات، عُين مدد ومستويات هطول مختلفة للحقبة الإفريقية الرطبة. كانت كميات الهطول التي تطورت من سجلات علم المناخ القديم والمحاكاة التي نُفذت عن طريق النمذجة المناخية في الغالب متعارضة مع بعضها البعض؛ اعتُبرت محاكاة الصحراء الكبرى الخضراء في العموم مشكلةً لنماذج نظام الأرض. نتيجةً لتآكل رسوبيات البحيرات وتأثير خزان الكربون، أصبح من الصعب تحديد التاريخ الذي جفت فيه. لا توضح التغيرات في الكساء النباتي بالضرورة التغيرات في الهطول، كما يفعل التغير في المواسم، يؤثر أيضًا تكوين أنواع النباتات والتغيرات في استخدام الأرض على سجلات الكساء النباتي. تقع نسب النظائر، مثل نسبة الهيدروجين/الديوتيريوم التي استُخدمت لإعادة إحياء قيم الترسيب في الماضي، تحت تأثير العديد من التأثيرات الفيزيائية، والتي تعقّد تفسيرها.

## الخلفية والبداية
حدثت الحقبة الإفريقية الرطبة في نهاية العصر الحديث الأقرب وبداية العصر الهولوسيني الأوسط، وتميزت بزيادة الهطول في شمال وغرب إفريقيا بالنسبة للوقت الحالي بسبب هجرة حزام الأمطار الاستوائي نحو الشمال. خلال العصر الهولوسيني الأكثر نسبيًا في الاستقرار المناخي، تُعتبر الحقبة الإفريقية الرطبة بمثابة التذبذب الأساسي. كما تُعتبر جزءًا مما يُسمى المناخ الهولوسيني الأمثل الذي شمل صيفًا أدفأ من الصيف الحالي في نصف الكرة الشمالي. تُقسم الحقبة الرطبة أحيانًا إلى «الحقبة الإفريقية الرطبة الأولى» التي استمرت إلى نحو 6000 ق.م، و«الحقبة الإفريقية الرطبة الثانية» التي بدأت منذ 8000 عامًا، وكانت الأولى أكثر إمطارًا من الثانية.
لم تكن الحقبة الإفريقية الرطبة هي الفترة الأولى من نوعها، تشير الدلائل إلى قرابة 230 فترة ممطرة أو «صحراء كبرى خضراء» ترجع إلى أول ظهور للصحراء الكبرى منذ 7-8 مليون عامًا، على سبيل المثال خلال مرحلة النطير البحري المرحلة الخامس أ و ج. غالبًا ما ترتبط تلك الفترات الرطبة بالبين جليديين، بينما ترتبط المراحل الثلجية بالفترات الجافة. على سبيل المثال، يبدو أن احترار بولينج-أليرود كان متزامنًا مع مستهل الحقبة الإفريقية الرطبة، بالإضافة إلى الرطوبة المرتفعة في شبه الجزيرة العربية، تزامنت الحقبة الرطبة لاحقًا مع الحقبة الأطلنطية لنظام بليت-سيرناندر ومع المناخ الهولوسيني الأمثل.
يبدو أن الفترات الرطبة الأقدم كانت أكثر شدة من الحقبة الإفريقية الرطبة في العصر الهولوسيني، بما في ذلك حقبة إيميان الاستثنائية شديدة الرطوبة التي وفرت الممرات للبشر الأوائل لعبور شبه الجزيرة العربية وشمال إفريقيا، والتي أصبحت، مع الفترات الرطبة اللاحقة، مرتبطةً بتوسع الشعوب العاترية.